# Richard Hildmann
Richard Hildmann (* 6. Februar 1882 in Bockenheim (heute Frankfurt am Main), Deutschland; † 4. Oktober 1952 in Salzburg) war ein österreichischer Politiker der Christlich-Sozialen Partei sowie Bürgermeister und Ehrenbürger der Landeshauptstadt Salzburg.

## Leben
Hildmann wurde am 6. Februar 1882 im Frankfurter Vorort Bockenheim als Sohn
einer Beamtenfamilie geboren. Sein Vater Peter Hildmann erhielt 1901 die Berufung zum Direktor der Grazer Tramway-Gesellschaft, worauf die Familie noch im selben Jahr nach Österreich übersiedelte. Richard besuchte in der steirischen Landeshauptstadt die Technische Hochschule und schloss diese 1908 mit dem Ingenieurdiplom ab.
Nach seinem Hochschulabschluss trat er 1908 als Baupraktikant in den Staatsdienst der Salzburger Landesregierung ein, wobei seine Beamtenlaufbahn durch den Ersten Weltkrieg unterbrochen wurde. Nach seiner Wiederanstellung 1918 begann Hildmann sich politisch in der damaligen Christlich-Sozialen Partei zu engagieren. Diese berief den als zeitgeistlich sehr aufgeschlossen geltenden jungen Deutschen am 13. Juli 1919 in den Salzburger Gemeinderat ein. Bereits nach drei Wochen folgte seine Bestellung zum Salzburger Vize-Bürgermeister. Als nunmehr zuständiger „Ressortbürgermeister“ für das Bauwesen kümmerte sich Hildmann in den Jahren von 1919 bis 1930 vor allem um die Wiederherstellung der durch Kriegsschäden in Mitleidenschaft gezogenen Straßen, der Einrichtung einer neuen und modernen Straßenbeleuchtung, die Automobilisierung der Feuerwehr, den Durchbruch der Jahnstraße, den Ausbau des Gaswerkes, die Errichtung vom Strubklamm-Kraftwerk, der Erweiterung des Gewerbeschulgebäudes und den Bau des Flugplatzes.

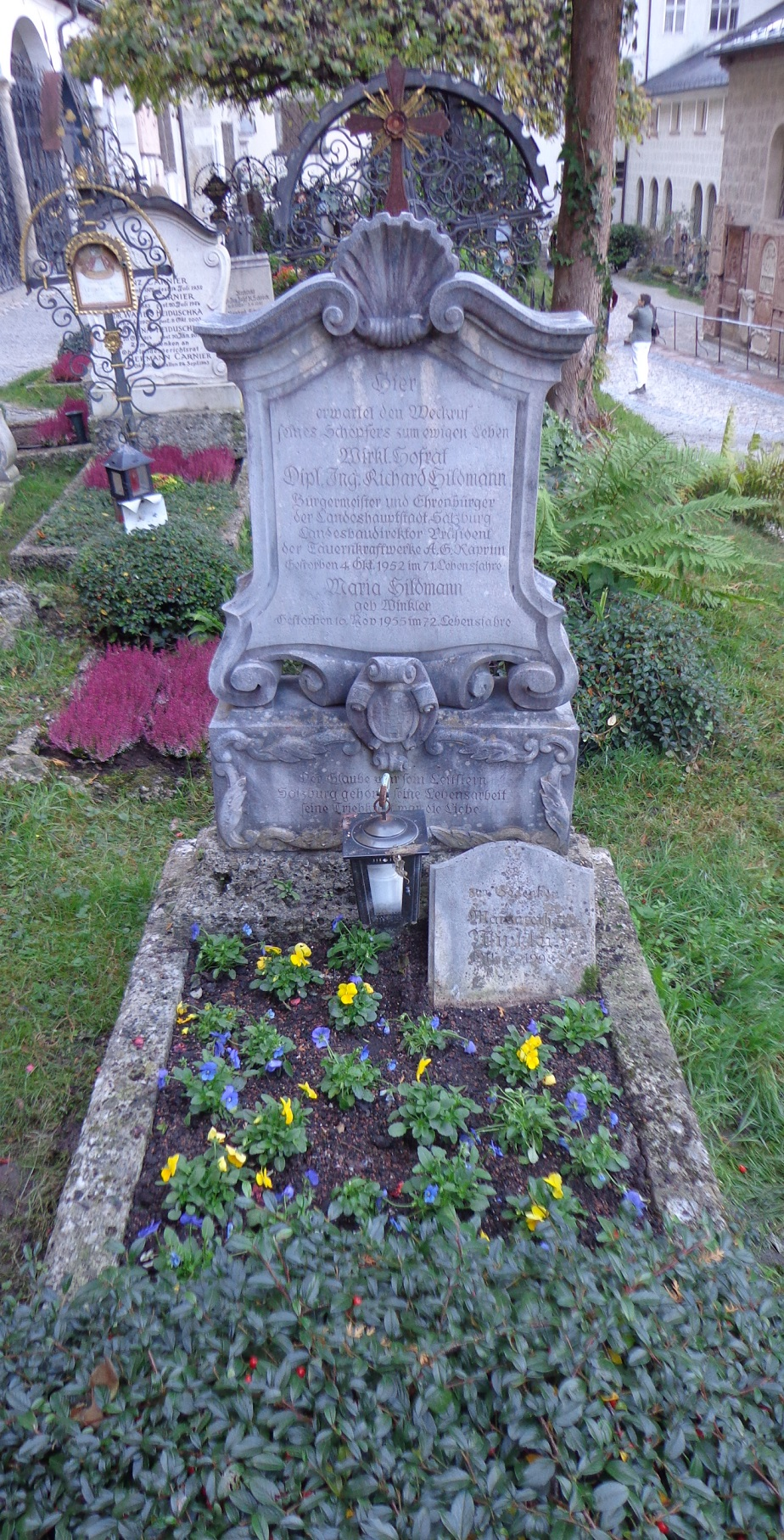
Petersfriedhof Salzburg, Grab von Bürgermeister Richard Hildmann

1930 wurde Hildmann zum Leiter des Maschinenbaureferates der Landesregierung ernannt, woraufhin er auf das Gemeinderatsmandat verzichtete und auch vom Amt des Vize-Bürgermeisters zurücktrat. Nach der Wandlung Österreichs zum Ständestaat ließ sich Richard Hildmann – von der Referatsleitung beurlaubt – 1935 zum Bürgermeister bestellen und blieb der Stadt in dieser Funktion bis 1938 erhalten. Nach dem Einmarsch der deutschen Truppen im März 1938 wurde er als Bürgermeister abgesetzt, nahm jedoch am 8. Mai 1945, auf Anfrage der US-amerikanischen Besatzer wieder sein Amt als Bürgermeister der Stadt Salzburg auf. Im besetzten und vielerorts zerbombten Salzburg der Nachkriegszeit galt sein Bemühen der bestmöglichen Versorgung der Stadtbevölkerung mit den nötigsten Lebensgütern, Strom und Wasser. Am 8. Februar 1946 wurde auf seinen Befehl hin der deutsche Künstler Fritz Klimsch mit seiner Familie aus der Stadt ausgewiesen, weil sie Reichsdeutsche waren. Noch im Jahr 1945 war Hildmann zum Landesbaudirektor bestellt worden und füllte diese Funktion bis zu seiner Pensionierung im Jahr 1949 aus.
Bei den ersten demokratischen Wahlen nach dem Zweiten Weltkrieg ging 1946 Anton Neumayr von der SPÖ als Sieger im Kampf um das Bürgermeisteramt hervor, Hildmann fungierte bis zu seinem Ableben wiederum als Vizebürgermeister. Am 29. Juli 1946 erhielt er die Ehrenbürgerschaft der Stadt Salzburg. von 1947 bis 1952 war er Präsident des Salzburger Automobil-, Motorrad- und Touring-Club (SAMTC). Zu seinem 70. Geburtstag erklärte der Gemeinderat am 6. Februar 1952 den Platz auf der Riedenburger Seite des Neutors – unweit seines Wohnsitzes in der Neutorstraße 11 – zum „Richard-Hildmann-Platz“. Der Platz wird begrenzt von der Bucklreutstraße, der Ernst-Sompek-Straße, der Neutorstraße und der Reichenhaller Straße.
Richard Hildmann verstarb am 4. Oktober 1952 als noch amtierender Vize-Bürgermeister und wurde unter reger Anteilnahme der Salzburger Bevölkerung am Petersfriedhof beigesetzt.